# Yennenga
Yennenga je legendarna princeza, smatra se majkom naroda Mossi u Burkini Faso. Poznata je ratnica čiji je sin Ouédraogo osnovao Kraljevstvo Mossi.
Yennenga je kći Nedega, koji je u 12. stoljeću bio kralj Kraljevstva Dagon u današnjoj sjevernoj Gani. Bila je lijepa i voljena princeza koja se u dobi od 14 godina, borila za svoga oca protiv naroda Mandinka. Bila je vješta s kopljem i lukom, izvrsna jahačica i zapovjedica vlastitim bataljunom. Yennenga je bila toliko važan borac svom ocu, da kad je dosegla dob za sklapanje braka, on joj je odbio odabrati muža te joj nije dopustiti da se uda.
Jedan od kraljevih konjanika pomogao je Yennengi, te je ona odjevena kao muškarac, pobjegla na svom pastuhu. Napadnuta je od strane Mandinka, u kojem je ubijen njezin pratitelj, te je ona ostala sama.  Nastavila je jahati prema sjeveru. Jedne noći, kad je bila iscrpljena od prelaska preko rijeke, Yennengu je pastuh odveo u šumu.  Tamo je upoznala Riale osamljenog lovca na slonove. Yennenga i Riale imali su sina kojeg su nazvali Ouédraogo, što znači "pastuh". Ouédraogo je osnovao Kraljevstva Mossi.
U glavnom gradu Burkine Faso, Ouagadougou nalaze se mnogi kipovi Yennenge. Kip zlatnog pastuha  Étalon de Yennenga dodjeljuje se kao prva nagrada na Filmskom festivalu u Ouagadougou (FESPACO). Nogometna reprezentacija Burkine Faso je prozvana "Les etalonima" ("pastusi") što se odnosu na Yennenginog pastuha.